# Îlot Saint-Michel (lac de Serre-Ponçon)
Ne doit pas être confondu avec Île Saint-Michel, Îlot Saint-Michel (Côtes-d'Armor) ou Îlot Saint-Michel.
L'Îlot Saint-Michel est un îlot du lac de Serre-Ponçon en Provence-Alpes-Côte d'Azur, situé sur la commune de Prunières.

## Géographie
L'îlot, arrondi, s'étend sur environ 90 m de longueur et de largeur. Il est célèbre pour sa chapelle.

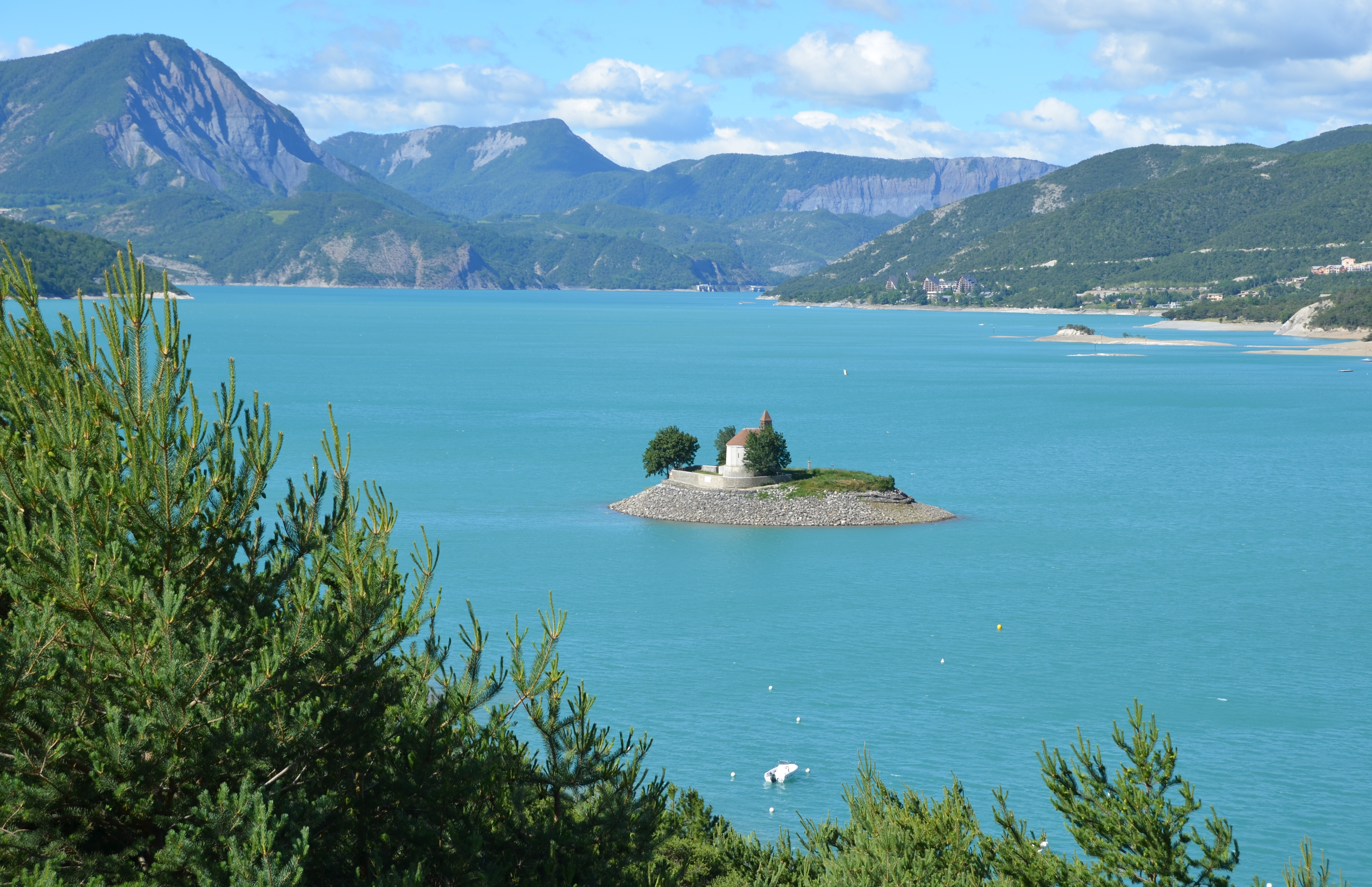
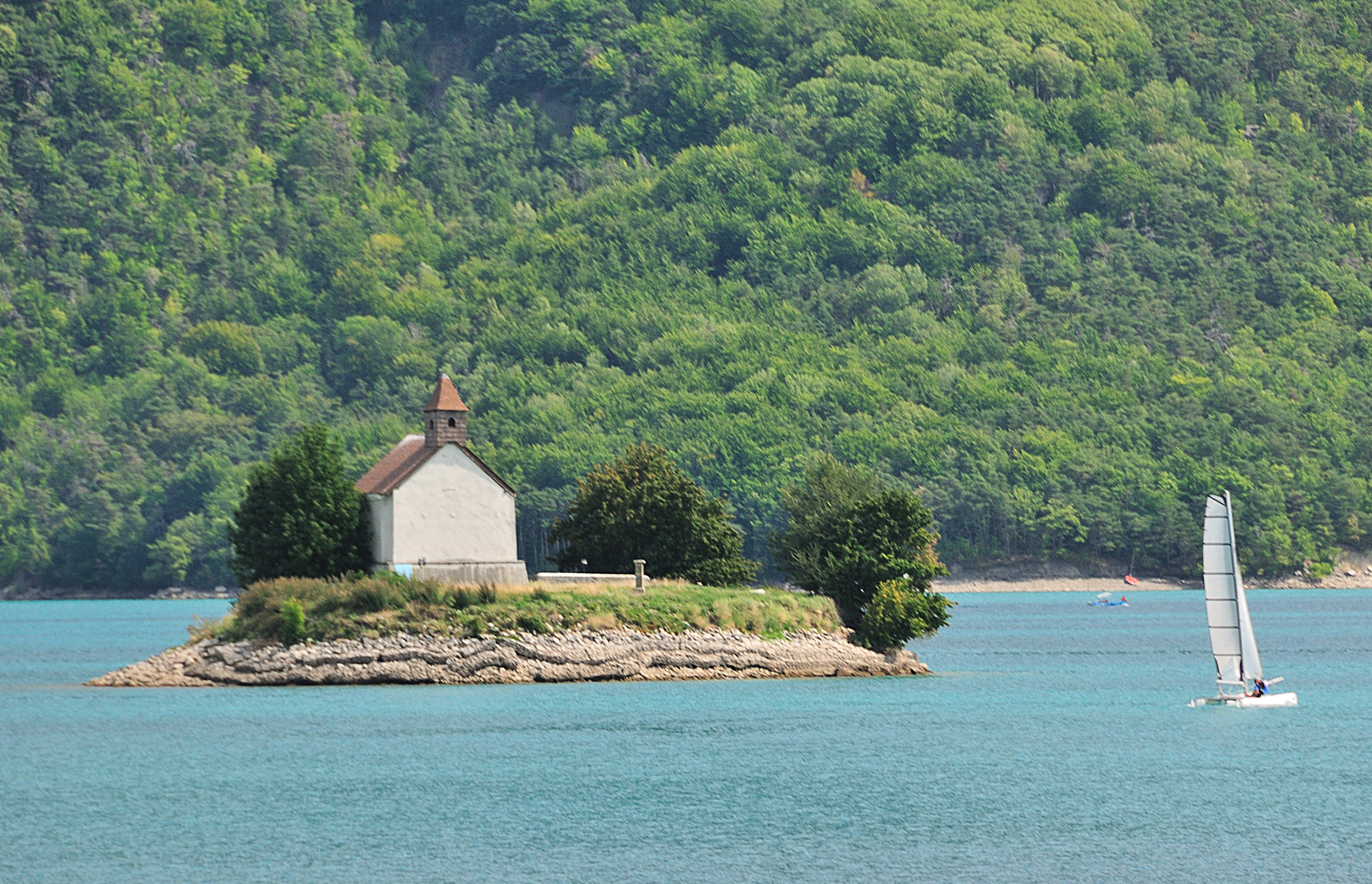
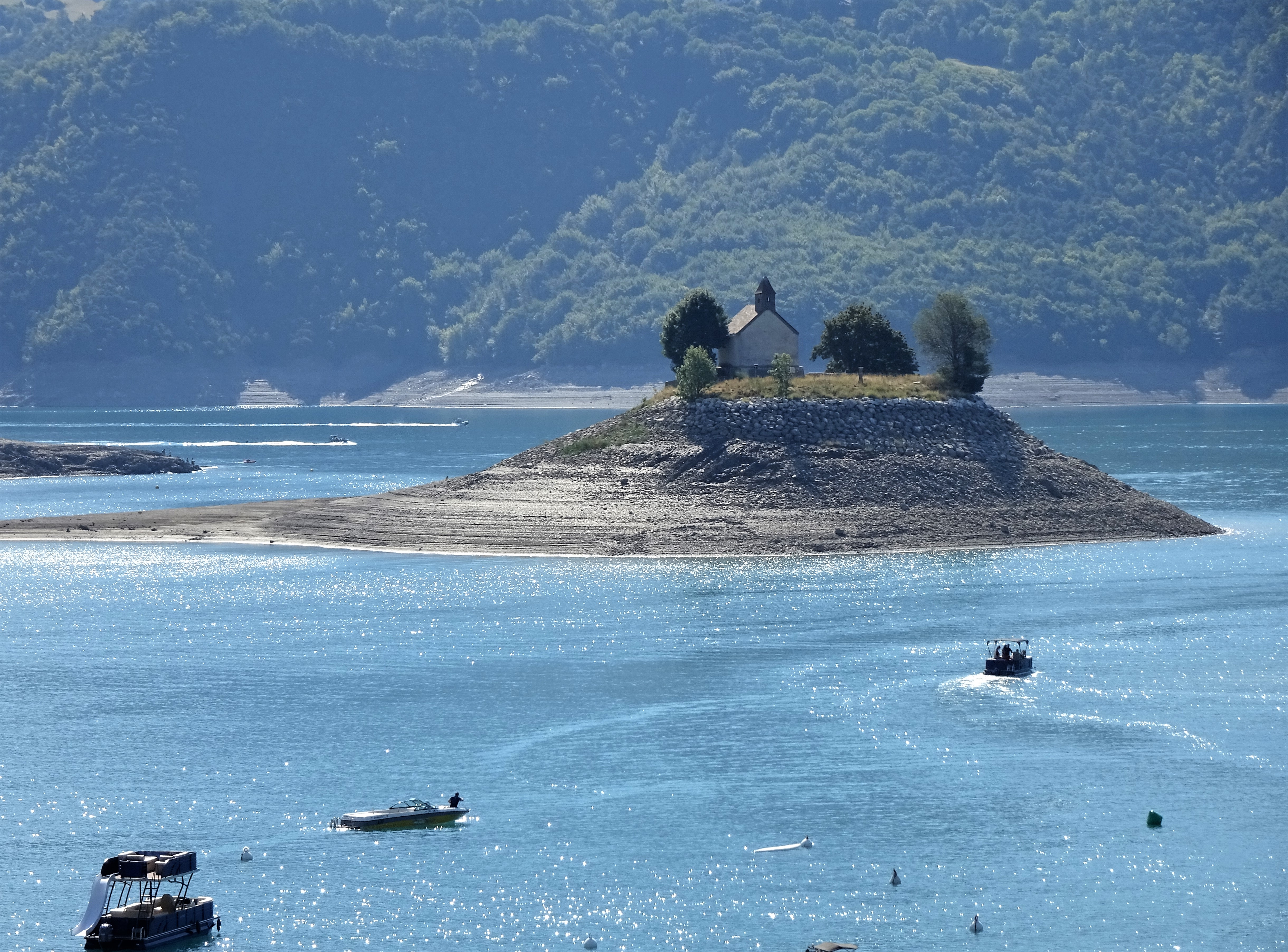
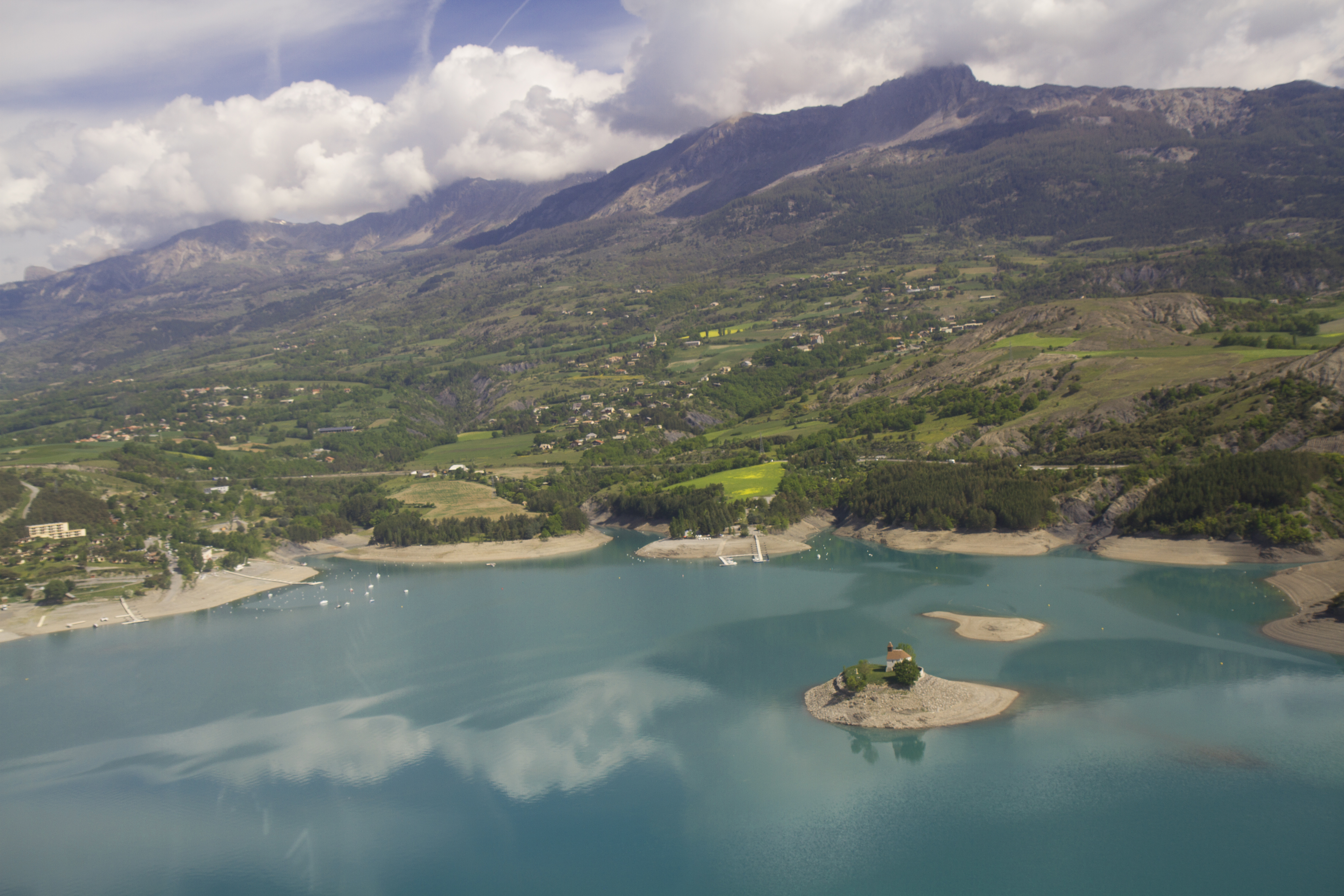
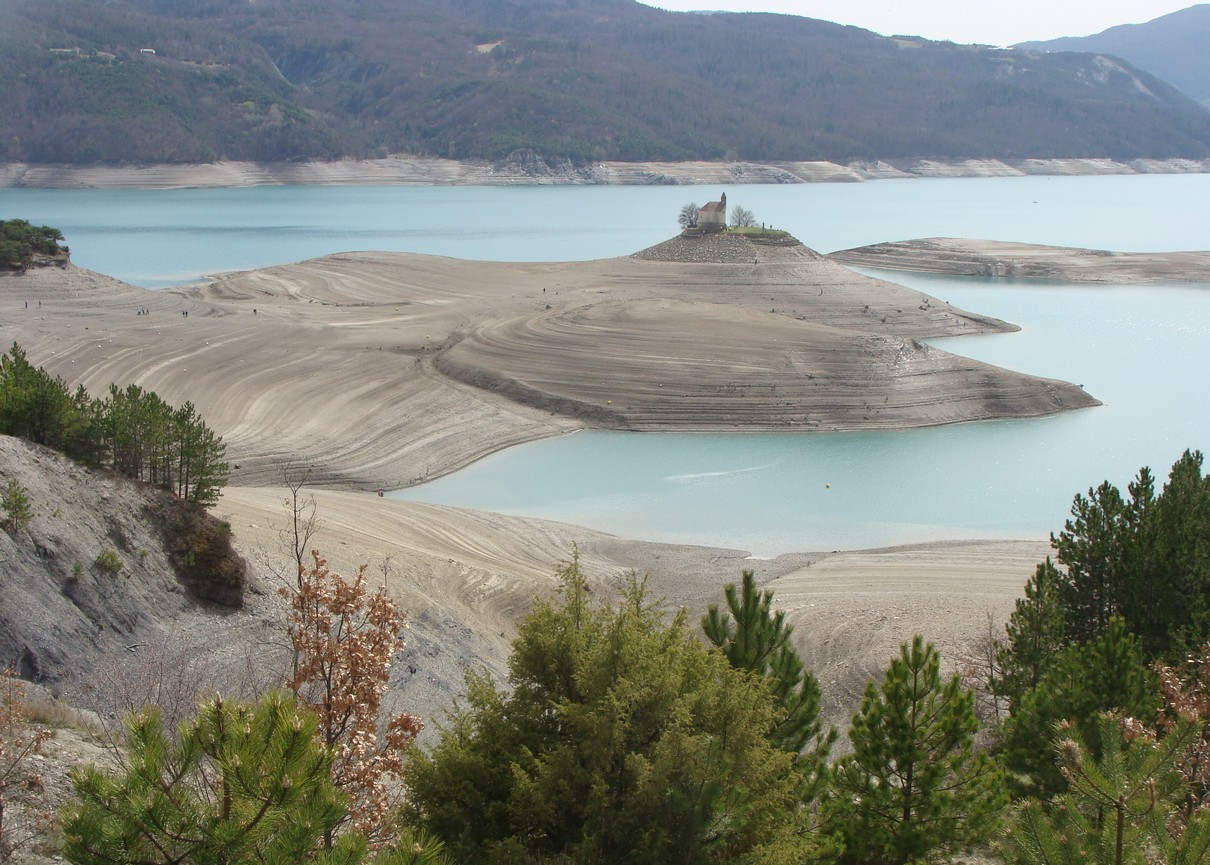
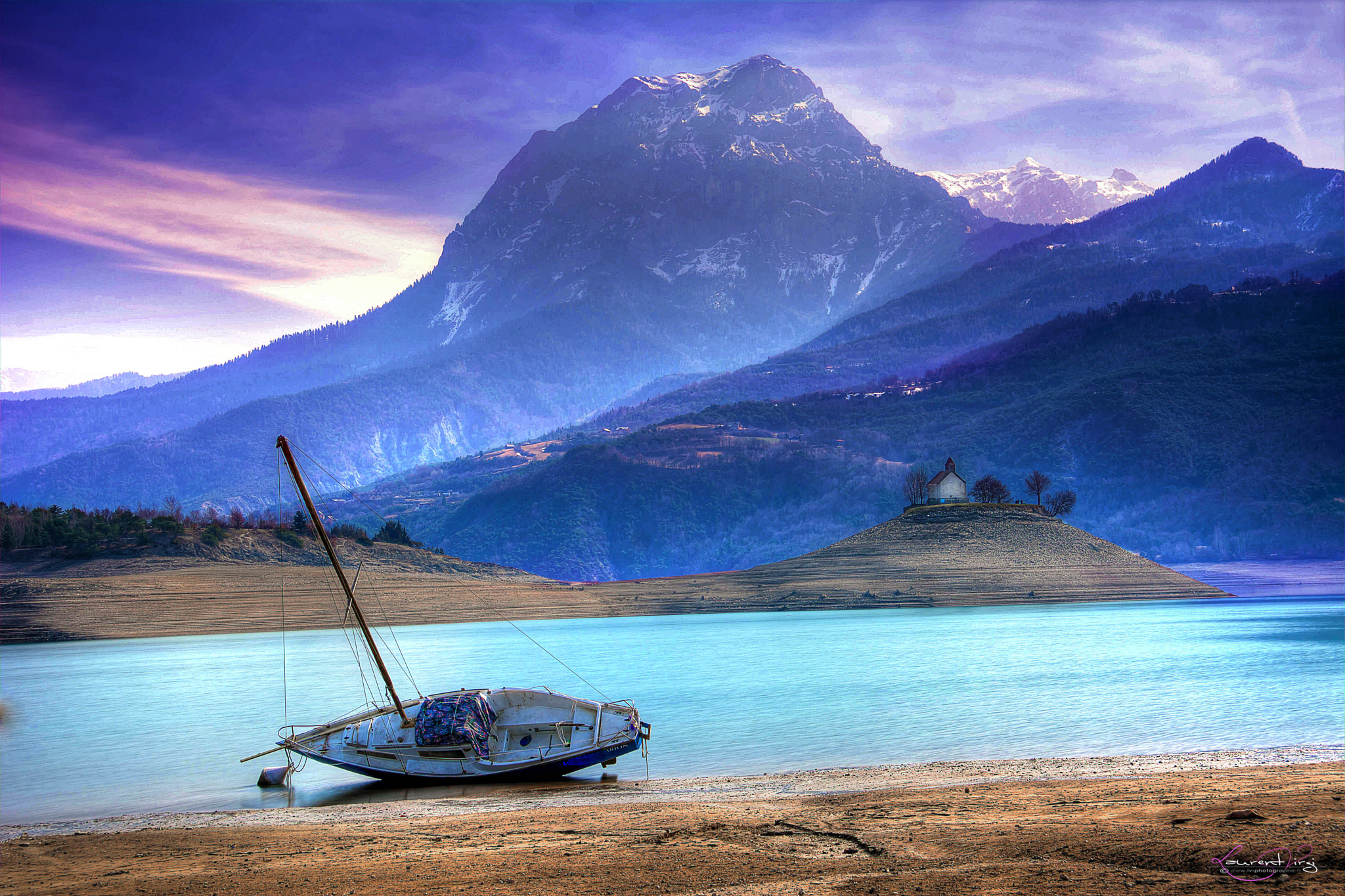

## Histoire
Aux environs de l'an 1020, l'abbaye Notre-Dame de Boscodon possédait un prieuré qui dominait la vallée de la Durance sur sa rive droite, entre Chorges et Prunières. La chapelle, construite au XIIe siècle sur une petite éminence, au hameau des Couches, associée à l'abbaye de Saint-Michel-de-la-Cluse, fut détruite en 1692 par les troupes du duc de Savoie Victor-Amédée II. Reconstruite au XVIIe siècle, elle devint un lieu de pèlerinage pour les paroissiens de Chorges et de Prunières, qui s'y rendaient en foule le 29 septembre, fête de la saint-Michel.
Lors de la construction du barrage, en 1961, la destruction de la chapelle était programmée, mais, comme elle était à une altitude légèrement supérieure à la cote maximale théorique du futur lac, elle fut finalement sauvegardée. Désormais la chapelle trône seule sur un îlot de quelques dizaines de mètres carrés au-dessus du niveau du lac. Le cimetière a été englouti, et la chapelle murée. On peut encore en approcher lors des basses eaux, mais pas y pénétrer. Des offices religieux sont parfois célébrés sur des embarcations à proximité de la chapelle.
L'îlot Saint-Michel est aujourd'hui l'un des sites les plus photographiés du département des Hautes-Alpes.